# Хуммули (посёлок)
Ху́ммули (эст. Hummuli) — сельский посёлок в волости Тырва уезда Валгамаа, Эстония.
До административной реформы местных самоуправлений Эстонии 2017 года входил в состав волости Хуммули (упразднена) и был её административным центром.

## География и описание
Расположен у шоссе Валга—Тырва недалеко от реки Вяйке-Эмайыги (Эмбах). Расстояние до уездного центра — города Валга — 13 километров, до волостного центра — города Тырва — 12 километров.  Высота над уровнем моря — 61 метр.
Климат умеренный. Официальный язык — эстонский. Почтовый индекс — 68410.

## Население
По данным переписи населения 2021 года, в Хуммули насчитывался 291 житель, из них 270 (92,8 %) — эстонцы.
По состоянию на 1 января 2020 года в посёлке проживали 268 человек, из них 134 мужчины и 134 женщины; детей в возрасте до 14 лет включительно — 33, лиц пенсионного возраста (65 лет и старше) — 65.
По данным переписи населения 2011 года, в посёлке проживали 310 человек, из них 287 (92,6 %) — эстонцы.
Численность населения посёлка Хуммули:
| Год  | 1970 | 2000  | 2011  | 2017  | 2018  | 2019  | 2020  | 2021  |
| ---- | ---- | ----- | ----- | ----- | ----- | ----- | ----- | ----- |
| Чел. | 233  | ↗ 432 | ↘ 310 | ↘ 295 | ↘ 286 | ↘ 282 | ↘ 268 | ↗ 291 |

## История
Хуммули впервые упомянут в 1226 году в акте Дерптского епископа и Ливонского ордена о разделении земель как terra Humularia. В письменных источниках 1470 года упоминается Hummell (мыза), 1624 года — Hummels Guetlein (мыза). 
На военно-топографических картах Российской империи (1846–1897 годы), в состав которой входила Лифляндская губерния, упомянутая в 1470 году мыза обозначена как мз. Альтъ Хуммельсхофъ. Местечко входило в Феллинский уезд Лифляндской губернии. В письменных источниках Российской империи для мызы также используются названия Гумельсгоф и Гуммельсгоф, для деревни — Уммули.
Во времена Северной войны здесь состоялось крупное сражение между русскими и шведскими войсками.
К востоку от здания поселковой школы, на берегу реки Вяйке-Эмайыги, расположены группа курганов и средневековое кладбище.
Посёлок был создан в 1977 году на основе поселения Хуммули. В советское время он был центром опорно-показательного совхоза «Хуммули», созданного в 1961 году. Входил в Хуммулиский сельсовет Валгаского района.

## Инфраструктура
В посёлке есть основная школа, народный дом, библиотека и магазин. Работает дом по уходу. Школа работает с 1930 года в бывшем главном здании (господском доме) мызы Гуммельсгоф.

## Происхождение топонима
Немецкоязычный «Балтийский словарь исторических топонимов» (нем. Baltisches historisches Ortslexikon) утверждает, что название Хуммули происходит от имени владельца этих земель во времена Ливонского ордена — Хуммеля, на основании записи 1638 года (Hummelss Hoff ist bei der Hermeister auch Pohlen Zeiten von Hummelss Erben besessen worden, т. е. «мыза Хуммель принадлежала наследникам Хуммеля во времена Ордена, а также во времена Польши»). С другой стороны, финский языковед Л. Кеттунен считал, что название имеет эстонское происхождение. Эстонские исследователи до него также придерживались этого мнения, полагая, что именно старинная деревня дала название дворянскому роду. С этим согласны и лингвисты Института эстонского языка. Кеттунен сравнил название деревни с названием растения — «хмель» (эст. humal).